# 日曜ぶらり紀行
日曜ぶらり紀行（にちようぶらりきこう）はBSフジにて日曜日に放送する紀行番組枠である。

## 概要
基本的には、日曜日の放送だが、たまに土曜日に放送する事もある。
スポーツ番組等で休止の週もある。

## 放送時間
- 日曜 17:00 - 18:55（2時間番組）
- 日曜 17:00 - 18:30（1時間半番組）
- 日曜 17:00 - 17:55、18:00 - 18:55（1時間番組）

## 主な番組
- 美しき酒呑みたち
- 大杉漣の漣ぽっ
- 旅するハイビジョン 全国百線鉄道の旅（レギュラー放送終了後の特番）
- ローカル単線でめぐる旬旅
- 絶景百名山

など